# Louise Julie de Mailly-Nesle
Pour les articles homonymes, voir Mailly et Nesle (homonymie).
Louise Julie de Mailly-Nesle, née à Paris, paroisse Saint-Sulpice, le 16 mars 1710, morte à Paris le 30 mars 1751, fut une favorite de Louis XV. Elle était la fille de Louis III de Mailly-Nesle, marquis de Nesle, et de son épouse Armande Félice de La Porte Mazarin, elle-même petite-fille d'Hortense Mancini et arrière-petite-nièce de Mazarin.

## Biographie
Louise Julie est issue de la Maison de Mailly, une des plus anciennes familles de la noblesse française . Elle est l'aînée des cinq Sœurs de Nesle, dont quatre furent les maîtresses de Louis XV.  
Mariée en 1726 avec un cousin germain de son père, Louis-Alexandre de Mailly, comte de Mailly (1699-1748), avec qui elle n'eut pas d'enfant , elle devient la maîtresse de Louis XV vers 1733, mais leur adultère n'est connu du public que vers 1737, après la naissance du dixième enfant du roi. Elle succède à sa mère comme dame du palais de la reine en 1729. 
Mme de Mailly, peu jolie, mais dotée de grandes qualités de cœur, fut une favorite discrète, respectueuse de la reine. Amante sincère mais naïve, elle fit entrer dans son cercle afin de divertir le roi deux de ses sœurs qui la supplantèrent sans vergogne, d'abord Pauline Félicité de Mailly-Nesle, comtesse de Vintimille, appelée à la cour en 1735, et qui l'en fit chasser en 1739, mais mourut en 1741 après avoir donné un fils au roi. Rappelée et redevenue maîtresse, elle fit venir près d'elle sa sœur Marie-Anne de Mailly-Nesle, marquise de La Tournelle qui agit de même en 1742. 
Elle se retire de la cour et, veuve en 1748, meurt dans la piété et dans la pauvreté, le 5 mars 1751 à Paris.
Son cercueil, à l'origine placé dans le cimetière de Innocents qui fut vidé en 1786, fut retrouvé au moment du placement des ossements de l'ancien cimetière dans les catacombes. Celui-ci fut placé autour de la croix Gastine, Louise Julie de Mailly-Nesle ayant ordonné que son corps fût déposé au pied de la croix des Innocents.